# Phusion Passenger
Phusion Passenger (mod_rails lub mod_rack) – moduł serwera Apache i nginx dla aplikacji napisanych w językach Ruby, Python oraz Node.js.
Umożliwia użycie frameworków Ruby on Rails oraz Django. Phusion Passenger posiada także opcje uruchamiania niezależnego, bez użycia zewnętrznego serwera WWW.